# Fritz Mackensen
Fritz Mackensen (Greene, 8 april 1866 - Bremen, 12 mei 1953) was een Duits kunstschilder en - op bescheiden schaal - beeldhouwer. Mackensen geldt als de oudste oprichter van de kunstenaarskolonie Worpswede.

## Familie
Fritz Mackensen werd in 1866 geboren in het gezin van Ludwig Mackensen, die meester-bakker was, en zijn vrouw Luise. Hij had twee broers: Otto, die later carrière zou maken als ingenieur op het gebied van de optica bij de Carl Zeiss-Werke in Jena, en Wilhelm, die met name in Hannover naam zou maken als architect. Fritz Mackensens oom Ernst (1840-1909)  was een bekend spoorwegingenieur; hij was een van de ontwerpers van de Bagdadspoorweg.

## Levensloop
Nadat Fritz Mackensen in Holzminden het gymnasium had doorlopen, studeerde hij vanaf 1884 samen met Otto Modersohn en Fritz Overbeck aan de Kunstacademie Düsseldorf en in het studiejaar 1888/1889 nog aan die te München.
Al in 1884 ontdekte Mackensen op uitnodiging van de dochter van een bevriende zakenman het veendorp Worpswede nabij Bremen. Hij bracht er de zomer door en raakte door de plattelandsbevolking en -sfeer geïnspireerd tot het maken van schilderijen.
In 1889 reisden Modersohn en Hans am Ende en in 1893/1894 Overbeck en Heinrich Vogeler hem achterna. Samen richtten zij de kunstenaarskolonie Worpswede op.
In 1895 en 1896 had Mackensen veel succes op kunsttentoonstellingen in het (in 1931 afgebrande)  Glaspalast te München en in Berlijn. Mackensen bleef tot 1904 in Worpswede wonen en gaf les aan o.a. Paula Modersohn-Becker en Clara Westhoff.  Ook de landschaps- en portretschilderes Ottilie Reylaender (1882-1965)  behoorde tot Mackensens leerlingen.
Van 1908 tot 1918 was Mackensen professor en vanaf 1910 directeur van de kunstacademie in de stad  Weimar.
In 1918 keerde hij naar Worpswede terug. Mackensen bekleedde een bestuursfunctie in de Deutsche Künstlerbund.
Mackensen ontwikkelde intussen zeer nationalistische en rechtse politieke opvattingen. Hij werd lid van Stahlhelm, voor welke organisatie hij ook publicaties schreef en van de beruchte, door Alfred Rosenberg  opgerichte, antisemitische Kampfbund für deutsche Kultur.
Van 1933-1935 was hij een der oprichters en de eerste directeur van de Nordische Kunsthochschule, een nationaalsocialistische kunstacademie te Bremen.  In 1937 werd Mackensen lid van de NSDAP, de nazi-partij. In de Hitler-tijd was Mackensen een der meest vooraanstaande schilders van Duitsland. Onder andere was een werk van hem in 1937 te zien op een grote nazi-kunstexpositie te München. In 1942, Mackensen was al 76 jaar, was hij actief als Duits propaganda-officier in het bezette Frankrijk. In 1944 nam Hitler hem op in de Gottbegnadeten-Liste  van voor Nazi-Duitsland onmisbare kunstenaars. Dit vrijwaarde hem van verdere dienstplicht. Na de oorlog stierf Mackensen in afzondering te Bremen.

## Werk
Mackensen was aanvankelijk, evenals de andere Worpsweders, een van het classicisme van de kunstacademies onafhankelijk schilder. Hij maakte voornamelijk landschappen, groepsscènes en portretten. Het werk van Mackensen uit deze periode is kunsthistorisch het belangrijkst. Na 1900 keerde hij terug naar een het traditionele Duitse platteland idealiserende, 19e-eeuwse stijl.
Schilderijen van Fritz Mackensen hangen in musea in o.a. Worpswede, Weimar, Hannover en Oldenburg. In de Kunsthalle Bremen staat een van zijn weinige beeldhouwwerken.
- Gemeinsame Normdatei: 118575910
- International Standard Name Identifier: 0000 0000 6675 4412
- Library of Congress Control Number: n82066165
- MusicBrainz: 3505f609-eb22-4c59-a2a6-164dd379ca2e
- Nationale Bibliotheek van Tsjechië: xx0077316
- Nationale Bibliotheek van Israël: 987007386802405171
- Nederlandse Thesaurus van Auteursnamen: 073594865
- RKD-Nederlands Instituut voor Kunstgeschiedenis: 51761
- SNAC: w6vt9jv3
- Système universitaire de documentation: 226140059
- Union List of Artist Names: 500007946
- Virtual International Authority File: 18014292
- WorldCat: E39PBJrKVTKyJqV8cdCWf6FHYP